# Silene magellanica
Silene magellanica är en nejlikväxtart som först beskrevs av Louis Auguste Joseph Desrousseaux och som fick sitt nu gällande namn av Gilbert François Bocquet. 
Silene magellanica ingår i släktet glimmar och familjen nejlikväxter. Inga underarter finns listade i Catalogue of Life.